# Lacinipolia canities
Lacinipolia canities là một loài bướm đêm trong họ Noctuidae.